# Грудцына, Людмила Юрьевна
Грудцына Людмила Юрьевна род. 15 июля 1979, Москва — российский юрист, доктор юридических наук, главный научный сотрудник Центра образовательного права Института управления образованием Российской академии образования, профессор Департамента правового регулирования экономической деятельности Финансового университета при Правительстве Российской Федерации, действительный член Российской академии естественных наук (РАЕН), эксперт Российской академии наук (РАН). Известный специалист в области гражданского права, конституционного права, развития институтов гражданского общества, охраны и защиты прав человека. Автор более 240 научных трудов. Адвокат, первый заместитель председателя Московской городской коллегии адвокатов «Московская гильдия адвокатов и юристов», Почётный адвокат России. Реестровый номер 77/2471 в Адвокатской палате города Москвы. Генеральный директор юридического издательства «ЮРКОМПАНИ». Главный редактор научно-практического журнала «Образование и право», заместитель главного редактора и член редакционной коллегии ряда научных и научно-практических изданий. Автор книги «Наказы избирателей Президенту России (2018—2024 гг.) или самодостаточность Российского государства» (М., 2017) в соавторстве с Ю. М. Алпатовым.

## Издательско-редакционная деятельность
- Заместитель главного редактора журнала «Право и жизнь»[6]

## Награды
- 2006 г. — дипломант Высшей юридической премии «Фемида» в номинации «За вклад в созидание демократического общества и развитие институтов правового государства».
- 2008 г. — дипломант III Всероссийского профессионального конкурса «Правовая Россия».
- 2009 г. — медаль «Почетный адвокат России».

## Основные труды

### Монографии и иные научные издания
1. Грудцына Л. Ю. Научно-практический комментарий к Федеральному закону «О науке и государственной научно-технической политике» (постатейный) / Под ред. В. Е. Усанова (авт. колл.). М., 2012 — 2 п.л.
2. Грудцына Л. Ю. Научно-практический комментарий к Федеральному закону «О бесплатной юридической помощи в Российской Федерации» (постатейный) (авт. колл.). М., 2012. — 2,5 п.л.
3. Грудцына Л. Ю. Семейное право России: Учебник (в соавт. с А. В. Власенко, А. А. Спектор). — Ростов-на-Дону: Феникс, 2011. 524 с. 35 п.л. / 20 п.л.
4. Грудцына Л. Ю. Государство и гражданское общество: Монография / Под ред. проф. С. М. Петрова. — М., 2010. 25,5 п.л.
5. Грудцына Л. Ю. Государственно-правовые механизмы формирования и поддержки институтов гражданского общества в России: Монография / Под ред. докт. юрид. наук, проф. Н. А. Михалевой. М.: Манускрипт, 2008. 22 п.л.
6. Грудцына Л. Ю. Гражданское право России: Учебник (в соавт. с А. А. Спектор). — М.: Юстицинформ, 2008. 35 п.л. / 25 п.л.
7. Грудцына Л. Ю. Адвокатура, нотариат и другие институты гражданского общества в России: Монография / Под ред. докт. юрид. наук., проф. Н. А. Михалевой. М.: Деловой двор, 2008. 20 п.л.
8. Грудцына Л. Ю. Правовой словарь. М.: Эксмо, 2008. 96 п.л.
9. Грудцына Л. Ю. Толковый словарь юридических терминов. М.: Эксмо, 2007 (в соавт. с А. Н. Головистиковой). 26 п.л. / 18 п.л.
10. Грудцына Л. Ю. Права человека. Научно-практическое издание. М., 2006 (в соавт. с А. Н. Головистиковой). 35 п.л. / 24 п.л.
11. Грудцына Л. Ю. Конституционное право России. М.: Эксмо, 2004 (в соавт. с А. Н. Головистиковой). 25 п.л. / 19 п.л.

### Учебники и учебные пособия
1. Грудцына Л. Ю. Конституция Российской Федерации: Учебное пособие. М.: Эксмо, 2005 (в соавт. с Головистиковой А. Н.). 20 п.л. / 10 п.л.
2. Грудцына Л. Ю. Конституционное право России в таблицах и схемах с комментариями. М.: Эксмо, 2005 (в соавт. с Головистиковой А. Н.). 15 п.л. / 7,5 п.л.
3. Грудцына Л. Ю. Адвокатура в России: Учебное пособие для вузов. М., 2005. 20 п.л.
4. Грудцына Л. Ю. Жилищное право России: Учебное пособие. — М.: Эксмо, 2005. 18 п.л.
5. Грудцына Л. Ю. Семейное право России: Учебное пособие. — М.: ЭКСМО, 2007. 22 п.л.
6. Грудцына Л. Ю. Наследственное право России: Учебное пособие. — М.: ЭКСМО, 2006. 16 п.л.
7. Грудцына Л. Ю. Жилищные кооперативы: правовые основы деятельности. Справочник (в соавт. с Е. С. Филипповой). — М.: Эксмо, 2006. 25 п.л. / 16 п.л.
8. Грудцына Л. Ю. Правоведение в таблицах и схемах с комментариями. М., 2006 (в соавт. с Головистиковой А. Н., Малышевым В. А.). 16 п.л. / 9 п.л.
9. Грудцына Л. Ю. Конституционное право России: Учебник для вузов / Под ред. проф. Н. А. Михалевой. М.: Эксмо, 2006 (в соавт. с Головистиковой А. Н.). 45 п.л. / 28 п.л.
10. Грудцына Л. Ю. Ваш личный адвокат. Решите проблему, не доводя до суда. 5-е изд., изм. и доп. Ростов н/Д: Феникс, 2006. 25 п.л.
11. Грудцына Л. Ю. Адвокатура в таблицах и схемах с комментариями (в соавт. с А. Н. Головистиковой, В. А. Малышевым). М.: Эксмо, 2006. 7 п.л.
12. Грудцына Л. Ю. Ваш адвокат: практические ответы на актуальные вопросы. 2-е изд., изм. и доп. М.: Эксмо, 2006. 38 п.л.
13. Грудцына Л. Ю. Квалификационный экзамен на присвоение статуса адвоката. Учебное пособие / Под ред. проф. А. Д. Бойкова (Гриф Научно-методического центра Федеральной палаты адвокатов РФ). 2-е изд., изм. и доп. М.: Эксмо, 2006. 27 п.л.
14. Грудцына Л. Ю. Универсальный правовой справочник для населения. М.: Эксмо, 2006. 34 п.л.
15. Грудцына Л. Ю. Новейшее законодательство о рекламе от А до Я (в соавт. с Е. И. Абрамовой). — Ростов-на-Дону: Феникс, 2007. 20 п.л. / 12 п.л.
16. Грудцына Л. Ю. Научно-практический комментарий к Конституции Российской Федерации / Под ред. проф. Ю. А. Дмитриева. М.: Юстицинформ, 2007 (в соавт. с М. П. Авдеенковой, Н. И. Беседкиной, А. Н. Головистиковой, Ю. А. Дмитриевым, Э. А. Иваевой, В. В. Комаровой, И. А. Конюховой, С. М. Петровым). 60 п.л. / 8,5 п.л.
17. Грудцына Л. Ю. Гражданское право: Учебное пособие. — М.: Элит, 2007. 25 п.л.
18. Грудцына Л. Ю. Жилищное право Российской Федерации: Учебное пособие. — М.: Элит, 2007. 26 п.л.
19. Грудцына Л. Ю. Комментарий к Федеральному закону «Об Общественной палате Российской Федерации» (постатейный) / Под ред. А. Г. Кучерены. М.: Юстицинформ, 2007 (в соавт. с А. Н. Головистиковой, В. М. Дикусаром, Ю. А. Дмитриевым, В. В. Комаровой, Н. М. Коршуновым, Е. В. Шленевой). 13 п.л. / 1,8 п.л.
20. Грудцына Л. Ю. Адвокатская деятельность и адвокатура в России. Курс лекций. 2-е изд., исправл. и доп. М.: Эксмо, 2008. 15 п.л.
21. Грудцына Л. Ю. Квартирный вопрос. Советы адвоката. — М.: ЮРКОМПАНИ, 2008. 16 п.л.
22. Грудцына Л. Ю. Научно-практический комментарий к Федеральному закону от 24 апреля 2008 г. № 48-ФЗ «Об опеке и попечительстве» (постатейный) / Под ред. Ю. А. Дмитриева. М.: Деловой двор, 2009 (в соавт. с А. Н. Головистиковой, В. А. Малышевым, А. А. Спектор). 10 п.л. / 4 п.л.
23. Грудцына Л. Ю. Научно-практический комментарий к Жилищному кодексу Российской Федерации (постатейный). М.: ЮРКОМПАНИ, 2009 (в соавт. с А. А. Спектор, Е. С. Филипповой). 20 п.л. / 7 п.л.
24. Грудцына Л. Ю. Конституция Российской Федерации. Доктринальный научно-практический комментарий (постатейный) / Отв. ред. проф. Ю. А. Дмитриев. М.: Деловой двор, 2009 (в соавт. с М. П. Авдеенковой, А. Н. Головистиковой, Ю. А. Дмитриевым, Э. А. Иваевой, В. В. Комаровой, И. А. Конюховой, С. М. Петровым). 65 п.л. / 9 п.л.
25. Грудцына Л. Ю. Адвокатское право. Учебно-практическое пособие. — М.: Деловой двор, 2009. 14 п.л.
26. Грудцына Л. Ю. Научно-практический комментарий к Федеральному закону от 31 мая 2002 г. № 63-ФЗ «Об адвокатской деятельности и адвокатуре в Российской Федерации» / Под ред. докт. юрид. наук., проф. А. Г. Кучерены. — М.: Деловой двор, 2009 (в соавт. с А. А. Арендаренко, А. Н. Головистиковой, Ю. А. Дмитриевым, Д. Б. Ивановым, Н. М. Коршуновым, В. А. Малышевым, А. А. Спектор, Э. В. Тумановым). 15 п.л. / 1,5 п.л.
27. Грудцына Л. Ю. Научно-практический комментарий к Федеральному закону от 24 июля 2007 г. № 209-ФЗ «О развитии малого и среднего предпринимательства в Российской Федерации». — М.: ЮРКОМПАНИ, 2009 (в соавт. с А. А. Спектор, Э. В. Тумановым). 9 п.л. / 3 п.л.